# Hexacontaedru pentagonal
În geometrie un hexacontaedru pentagonal este un poliedru Catalan cu 60 de fețe. Are 92 de vârfuri, fiind poliedrul Catalan cu cel mai mare număr de vârfuri. Este al doilea ca mărime dintre poliedrele Catalan, după icosidodecaedrul trunchiat, care are 120 de vârfuri.
Fiecare poliedru Catalan este dualul unui poliedru arhimedic. Dualul icosaedrului pentagonal este dodecaedrul snub. Este tranzitiv pe fețe. 
Are două forme chirale („enantiomorfe”).

## Construcție
Hexacontaedrul pentagonal poate fi construit dintr-un dodecaedru snub. Pe cele 12 fețe pentagonale ale dodecaedrului snub se adaugă piramide pentagonale, iar pe cele 20 de fețe triunghiulare care nu au o muchie comună cu un pentagon se adaugă piramide triunghiulare. Înălțimile piramidelor sunt alese astfel încât să fie coplanare cu celelalte 60 de fețe triunghiulare ale dodecaedrului snub. Rezultatul este hexacontaedrul pentagonal.

## Geometrie
Fețele sunt pentagoane neregulate cu două laturi lungi și trei scurte. Fie {\displaystyle \xi \approx 0,943\,151\,259\,24} rădăcina reală a polinomului {\displaystyle x^{3}+2x^{2}-\varphi ^{2}}, unde {\displaystyle \varphi ={\frac {1+{\sqrt {5}}}{2}}} este secțiunea de aur.
Atunci raportul l dintre lungimile laturilor este
{\displaystyle l={\frac {1+\xi }{2-\xi ^{2}}}\approx 1,749\,852\,566\,74}.
Fețele au patru unghiuri obtuze egale și un unghi ascuțit (între cele două laturi lungi). Unghiurile obtuze au {\displaystyle \arccos(-\xi /2)\approx 118,136\,622\,758\,62^{\circ }}, iar cel asuțit {\displaystyle \arccos(-\varphi ^{2}\xi /2+\varphi )\approx 67,453\,508\,965\,51^{\circ }}. Unghiul diedru are {\displaystyle \arccos(-\xi /(2-\xi ))\approx 153,178\,732\,558\,45^{\circ }}.
De observat că centrele fețelor dodecaedrului snub nu pot servi direct ca vârfuri ale hexacontaedrului pentagonal: cele patru centre ale triunghiurilor se află într-un singur plan, dar centrul pentagonului nu; trebuie să fie deplasat radial în afară pentru a-l face coplanar cu centrele triunghiului. În consecință, vârfurile hexacontaedrului pentagonal nu se află toate pe aceeași sferă, deci, prin definiție, nu este un zonoedru.
Pentru volumul și aria unui hexacontaedru pentagonal se notează latura mai scurtă a uneia dintre fețele pentagonale cu a, iar constanta t este
{\displaystyle t={\frac {{\sqrt[{3}]{44+12\varphi (9+{\sqrt {81\varphi -15}})}}+{\sqrt[{3}]{44+12\varphi (9-{\sqrt {81\varphi -15}})}}-4}{12}}\approx 0,471\,575\,629\,622.}
Aria va fi
{\displaystyle A={\frac {30a^{2}\cdot (2+3t)\cdot {\sqrt {1-t^{2}}}}{1-2t^{2}}}\approx 162,698\,964\,198~a^{2},}
iar volumul
{\displaystyle V={\frac {5a^{3}(1+t)(2+3t)}{(1-2t^{2})\cdot {\sqrt {1-2t}}}}\approx 189,789\,852\,067~a^{3}.}
Cu acestea se poate calcula sfericitatea hexacontaedrului pentagonal
{\displaystyle \Psi ={\frac {\pi (6V)^{2}}{A^{3}}}\approx 0,98163}

### Variații
Variații izoedrice cu fețe pentagonale având 3 lungimi de muchii.
Variația prezentată poate fi construită prin adăugarea de piramide pe 12 fețe pentagonale și pe 20 de fețe triunghiulare ale unui dodecaedru snub astfel încât noile fețe sunt formate din câte 3 triunghiuri coplanare fuzionate în fețe pentagonale identice.
| Dodecaedru snub augmentat cu piramide și cu fețele compuse coplanare | Variația din exemplu | Desfășurată |

## Proiecții ortogonale
Hexacontaedrul pentagonal are trei proiecții ortogonale particulare, două centrate pe vârfuri și una centrată pe mijlocul laturilor.
| Simetrie proiectivă | [3] | [5]+ | [2] |
| Imagini             |     |      |     |
| Imagini duale       |     |      |     |

## Poliedre și pavări înrudite
| Familia de poliedre icosaedrice uniforme | Familia de poliedre icosaedrice uniforme | Familia de poliedre icosaedrice uniforme | Familia de poliedre icosaedrice uniforme | Familia de poliedre icosaedrice uniforme | Familia de poliedre icosaedrice uniforme | Familia de poliedre icosaedrice uniforme | Familia de poliedre icosaedrice uniforme |
| Simetrie: [5,3], (*532)                  | Simetrie: [5,3], (*532)                  | Simetrie: [5,3], (*532)                  | Simetrie: [5,3], (*532)                  | Simetrie: [5,3], (*532)                  | Simetrie: [5,3], (*532)                  | Simetrie: [5,3], (*532)                  | [5,3]+, (532)                            |
| ---------------------------------------- | ---------------------------------------- | ---------------------------------------- | ---------------------------------------- | ---------------------------------------- | ---------------------------------------- | ---------------------------------------- | ---------------------------------------- |
|                                          |                                          |                                          |                                          |                                          |                                          |                                          |                                          |
|                                          |                                          |                                          |                                          |                                          |                                          |                                          |                                          |
| {5,3}                                    | t{5,3}                                   | r{5,3}                                   | t{3,5}                                   | {3,5}                                    | rr{5,3}                                  | tr{5,3}                                  | sr{5,3}                                  |
| Duale ale poliedrelor uniforme           |                                          |                                          |                                          |                                          |                                          |                                          |                                          |
|                                          |                                          |                                          | Fișier:PentakisDodecahedron.svg          |                                          |                                          |                                          |                                          |
| V5.5.5                                   | V3.10.10                                 | V3.5.3.5                                 | V5.6.6                                   | V3.3.3.3.3                               | V3.4.5.4                                 | V4.6.10                                  | V3.3.3.3.5                               |

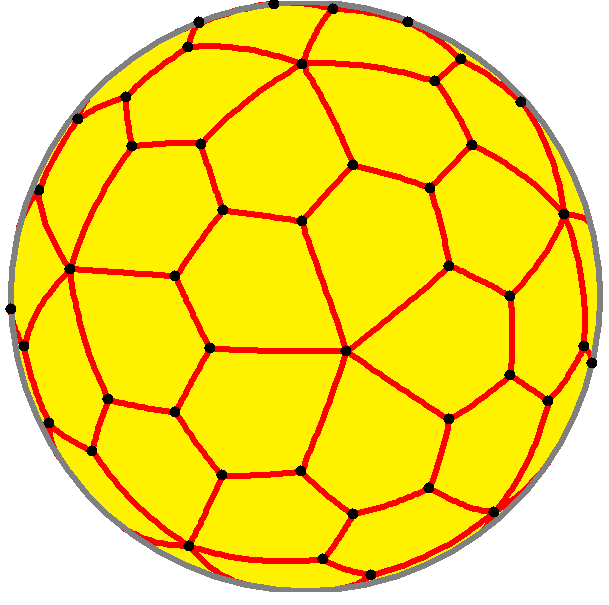
Hexacontaedru pentagonal sferic

Acest poliedru este înrudit topologic ca parte a secvenței de poliedre și pavări snub cu configurațiile feței (V3.3.3.3.n). Aceste figuri există în planul hiperbolic pentru orice n. Aceste figuri tranzitive pe fețe au simetrie de rotație (n32) în notația orbifold, existând în planul euclidian pentru orice n.
| Variante de pavări snub cu simetrie n32: 3.3.3.3.n | Variante de pavări snub cu simetrie n32: 3.3.3.3.n | Variante de pavări snub cu simetrie n32: 3.3.3.3.n | Variante de pavări snub cu simetrie n32: 3.3.3.3.n | Variante de pavări snub cu simetrie n32: 3.3.3.3.n | Variante de pavări snub cu simetrie n32: 3.3.3.3.n | Variante de pavări snub cu simetrie n32: 3.3.3.3.n | Variante de pavări snub cu simetrie n32: 3.3.3.3.n | Variante de pavări snub cu simetrie n32: 3.3.3.3.n |
| Simetrie n32                                       | Sferice                                            | Sferice                                            | Sferice                                            | Sferice                                            | Euclidiană                                         | Hiperbolice compacte                               | Hiperbolice compacte                               | Paracomp.                                          |
| Simetrie n32                                       | 232                                                | 332                                                | 432                                                | 532                                                | 632                                                | 732                                                | 832                                                | ∞32                                                |
| -------------------------------------------------- | -------------------------------------------------- | -------------------------------------------------- | -------------------------------------------------- | -------------------------------------------------- | -------------------------------------------------- | -------------------------------------------------- | -------------------------------------------------- | -------------------------------------------------- |
| Imagini snub                                       |                                                    |                                                    |                                                    |                                                    |                                                    |                                                    |                                                    |                                                    |
| Config.                                            | 3.3.3.3.2                                          | 3.3.3.3.3                                          | 3.3.3.3.4                                          | 3.3.3.3.5                                          | 3.3.3.3.6                                          | 3.3.3.3.7                                          | 3.3.3.3.8                                          | 3.3.3.3.∞                                          |
| Imagini giro                                       |                                                    |                                                    |                                                    |                                                    |                                                    |                                                    |                                                    |                                                    |
| Config.                                            | V3.3.3.3.2                                         | V3.3.3.3.3                                         | V3.3.3.3.4                                         | V3.3.3.3.5                                         | V3.3.3.3.6                                         | V3.3.3.3.7                                         | V3.3.3.3.8                                         | V3.3.3.3.∞                                         |